# 房陵公主
房陵公主（ぼうりょうこうしゅ）は、中国の唐の高祖李淵の六女。

## 生涯
武徳4年（621年）11月、永嘉公主に封ぜられ、竇奉節（竇軌の子）に降嫁した。永徽5年（654年）、房陵大長公主に改封され、賀蘭僧伽（賀蘭祥の曾孫）に降嫁した。咸亨4年（673年）閏5月、九成宮の山邸で亡くなった。その年の10月に献陵に陪葬された。

## 伝記資料
- 『新唐書』巻83 列伝第8「諸帝公主伝」
- 大唐故房陵大長公主墓誌銘并序